# Uzinele de fier Anina
Uzinele de fier Anina este un ansamblu de monumente istorice aflat pe teritoriul orașului Anina.

Ansamblul este format din următoarele monumente:
- Centrala termoelectrică, cu turbinele (cod LMI CS-II-m-A-10969.01)
- Fabrica de șuruburi (cod LMI CS-II-m-A-10969.02)
- Turnătorie laminoare (cod LMI CS-II-m-A-10969.03)
- Depozit pentru sulfatul de amoniu produs de Cocserie (cod LMI CS-II-m-A-10969.04)
- Fabrica de cărămizi refractare (cod LMI CS-II-m-A-10969.05)
- Atelier mecanic (cod LMI CS-II-m-A-10969.06)